# お茶の間トランスフォーメーション
『お茶の間トランスフォーメーション』は、2007年製作・公開の日本映画。

## 概要
アメリカの実写映画版『トランスフォーマー』のパロディーとして作られた、実写特撮による短編映画。東京の渋谷にある「Q-AXシネマ」（後に「シアターTSUTAYA」と改称するが2010年9月に閉鎖）ほか、単館系で小規模公開された。その後、DVDも発売されている。人間の見ていないところで、携帯電話など、あらゆる家電製品などがロボットに変形しているという状況を描いたパロディー映画。そのコンセプトは、『トランスフォーマー』の玩具の「リアルギア」シリーズや、トランスフォーマーシリーズの原型の一つである『ニューミクロマン』・ミクロチェンジシリーズにも通ずる。

## キャスト
- 川村ゆきえ
- 森本レオ

## スタッフ
- 監督：河崎実/平興史/永見康明
- 製作：辻畑秀生/大橋孝史
- プロデューサー：櫻井秀行/川島正規
- 撮影：クロフネプロダクト
- 音楽：和乃弦/熊田晃典
- 編集：クロフネプロダクト